# 13610 Лілієнталь
13610 Лілієнталь (13610 Lilienthal) — астероїд головного поясу, відкритий 5 жовтня 1994 року.
Тіссеранів параметр щодо Юпітера — 3,511.
Названо на честь Отто Лілієнталя (1848-1896) — німецького інженера, одного з піонерів авіації.